# Decápolis Alsaciana
La Decápolis alsaciana (en alemán: Dekapolis o Zehnstädtebund) fue una alianza de diez ciudad imperiales libres del Sacro Imperio Romano Germánico fundada en 1354 en la región de Alsacia para la protección de sus derechos. Fue disuelta en 1679 con el Tratado de Nimega.
En 1354 el emperador Carlos IV de Luxemburgo ratificó el tratado de unión de las ciudades alsacianas de Haguenau, Colmar, Wissembourg, Turckheim, Obernai, Kaysersberg, Rosheim, Munster, Sélestat y Mulhouse. Haguenau se convirtió en la capital de la liga, mientras que Estrasburgo, capital de Alsacia, permaneció fuera de ella. Seltz permaneció en la liga entre 1357 y 1414, año en el que fue anexionada por el Palatinado. Pasaría a Francia el 3 de enero de 1680.
Las diez ciudades pertenecían, dentro del Imperio, a la circunscripción de Alta Renania. En 1515, Mulhouse abandonó la liga para unirse a la Antigua Confederación Suiza. Su lugar fue ocupado por Landau in der Pfalz seis años más tarde.
La alianza fue duramente sacudida durante la Guerra de los Treinta Años cuando gran parte de la región fue anexionada por Luis XIV de Francia tras la Paz de Westfalia en 1648 (Belfort, Sundgau, Condado de Ferrette y las cuarenta villas del Landvogtei de Haguenau). La firma del Tratado de Nimega en 1678 supuso la disolución de la Decápolis alsaciana al año siguiente y su anexión a Francia. El 30 de septiembre de 1681 el Reino de Francia se anexionaría la ciudad de Estrasburgo.
La República de Mulhouse permaneció independiente hasta el 29 de enero de 1798, cuando se adhirió a la Primera República Francesa. En el Congreso de Viena de 1815, Landau se incorporó al Reino de Baviera.

Escudos de armas
Colmar
Haguenau
Kaysersberg
Mulhouse
Munster
Obernai
Rosheim
Sélestat
Turckheim
Wissembourg